# Afrikai álomkór
Az afrikai álomkór vagy álomkór emberekben vagy állatokban előforduló élősködő által okozott betegség. A Trypanosoma brucei parazitafaj okozza. Három alfaja közül kettő fertőz embereket, a Trypanosoma brucei gambiense (T.b.g) és a Trypanosoma brucei rhodesiense (T.b.r.). A T.b.g okozza a jelentett esetek 98%-át. Rendszerint mindkettőt fertőzött cecelégy terjeszti, ezek falusi területeken a leggyakoribbak.
Kezdetben, a betegség első fázisában láz, fejfájás, viszketés és ízületi fájdalom jelentkezik. Ez egy-három héttel a csípés után érezhető. Hetekkel vagy hónapokkal később a második fázis zavarodottsággal, rossz koordinációs képességgel, közönyösséggel és alvászavarokkal indul. A diagnózishoz a parazitát vércseppben vagy nyirokcsomó nedvében lokalizálják. Az első és a második fázist gyakran csak gerinccsapolás után lehet megkülönböztetni.
Komoly megbetegedés kialakulásának megelőzéséhez a veszélyeztetett lakosságnál vérvizsgálattal kell ellenőrizni a T.b.g. jelenlétét A kezelés korai felismerés esetén, tehát az idegrendszeri tünetek megjelenése előtt, könnyebb. A betegséget első fázisában pentamidin vagy suramin gyógyszerekkel kezelik. A második fázis kezeléséhez T.b.g. esetén eflornitint vagy nifurtimox és eflornitin keveréket használnak Bár a melarsoprol mindkét parazita esetén hatásos, rendszerint a komoly mellékhatásai miatt csak a T.b.r. kezelésére használják.
A betegség a Fekete-Afrika területén rendszeresen előfordul, a veszélyeztetett lakosság 36 országban élő 70 millió ember. 2010-ben körülbelül 9000 ember halt bele, 1990-ben ez a szám 34 000 haláleset volt. Jelenlegi becslések szerint 30 000 ember fertőzött, 2012-ben 7000 új fertőzés történt. Az esetek több, mint 80%-a Kongói Demokratikus Köztársaság területén jegyezhető. A közelmúltban három komolyabb kitörés történt: 1896-1906 között mindenekelőtt Uganda és a  Kongó-medence területén és kétszer 1920-ban és 1970-ben több afrikai országban. Más állatok  úgymint a szarvasmarha, is hordozhatják a betegséget és megfertőződhetnek.